# Constantine: City of Demons
Constantine: City of Demons je americký animovaný webový seriál, natočený na motivy komiksů vydavatelství DC Comics. Zveřejněn byl v letech 2018–2019 na CW Seed, internetové platformě televize The CW. První řada z března 2018 byla původně tvořena pěti krátkými díly. Ty byly v lednu 2019 spojeny do jedné dlouhé epizody, zároveň v té době také vyšlo pokračování v podobě druhé dlouhé epizody. Již na podzim 2018 byl vydán kompletní příběh v podobě filmu. Seriál je součástí fikčního světa, ve kterém se odehrává animovaný film Justice League Dark. Herec Matt Ryan, představitel titulního hrdiny, ztvárnil tuto postavu také v hraném seriálu Constantine a ve franšíze/fikčním světě Arrowverse.

## Příběh
Britský lovec démonů a mistr okultismu John Constantine se musí vydat z Londýna do Los Angeles, aby zachránil Trish, dceru svého nejlepšího přítele Chase.

## Obsazení
- Matt Ryan jako John Constantine